# Jürgen Biehle
Jürgen Biehle ist ein deutscher Journalist und Fernsehmoderator.

## Leben
Jürgen Biehle begann seine journalistische Karriere beim ZDF. Nach einer Station als Redakteur in der Umwelt-Redaktion leitete er von 1988 bis 1996 das Magazin Info Arbeit und Beruf, das er seit 1991 auch moderierte. 1996 wechselte Jürgen Biehle zu Arte, wo er seit 1998 das Nachrichtenmagazin Arte Journal moderiert.
1995 wurde Jürgen Biehle für die ZDF-Reportage „'Trend verpennt?'– Großraumlimousinen: Die unterschiedlichen Strategien der deutschen und französischen Automobilindustrie“ mit dem deutsch-französischen Journalistenpreis ausgezeichnet.